# Gangakhed
Gangakhed é uma cidade  no distrito de Parbhani, no estado indiano de Maharashtra.

## Demografia
Segundo o censo de 2001, Gangakhed tinha uma população de 40,412 habitantes. Os indivíduos do sexo masculino constituem 51% da população e os do sexo feminino 49%. Gangakhed tem uma taxa de literacia de 60%, superior à média nacional de 59.5%: a literacia no sexo masculino é de 68% e no sexo feminino é de 52%. Em Gangakhed, 16% da população está abaixo dos 6 anos de idade.